# Os Homens Que Eu Tive
Os Homens Que Eu Tive, lançado em 1973, foi considerado o primeiro longa-metragem ficcional no cinema moderno dirigido por uma mulher. Apesar do aparente sucesso na crítica e na bilheteria, o filme escrito, montado e dirigido por Tereza Trautman foi censurado pela ditadura militar, ficando apenas cerca de seis semanas em cartaz, e liberado somente em 1980 com o título Os Homens e Eu. Por tratar-se de uma narrativa repleta de pautas feministas, a sociedade da época o viu como uma ameaça moral aos bons costumes, já que o enredo explora a sexualidade da mulher e o amor livre, além de outros temas condenados pela família patriarcal burguesa.

## Sinopse
Os Homens Que Eu Tive conta a história de Pity (Darlene Glória) e Dode (Gracindo Júnior), casados há quatro anos, sem filhos, quando decidem experimentar um casamento aberto, passando a manter relações extraconjugais com consentimento mútuo. O amante de Pity, Sílvio (Gabriel Archanjo), passa a interagir com o casal com tanta frequência que os três decidem assumir o triângulo amoroso. Dode não vê problema nisso, já que Sílvio não se incomoda em fazer papel secundário na relação. Porém, Pity acaba se apaixonado por um velho amigo do casal, Peter (Arduíno Colassanti), que trabalha com ela em uma montadora de filmes. Pity decide ficar com o amante. Porém, dois meses depois, descobre que a dinâmica afetiva com Peter é a mesma que tinha com o marido, então separa-se de Peter, e vai morar com Bia (Ittala Nandi), sua amiga. Tudo parece tranquilo, até que Pity, um dia, chama Dode e conta que está grávida.

## Estreia
A estreia de Os Homens Que Eu Tive ocorreu em junho de 1973, no cinema Roxy em Copacabana, no Rio de Janeiro, e contava com 1.800 assentos. Na época, o lançamento dos filmes acontecia nas segundas-feiras, ao invés de nas quintas e sextas, como é feito atualmente. Ainda assim, a sala estava lotada. Por cerca de seis semanas, fez sucesso de crítica e público, chegando até a ter estreado em Belo Horizonte. Porém, cerca de dois meses depois foi interditado pela censura.
Uma das histórias que Tereza Trautman adorava contar sobre a estreia de seu primeiro longa-metragem era a de quando quase foi barrada no lançamento do seu próprio filme. Na época, tinha apenas 22 anos, além de aparentar ser muito jovem. Portanto, devido à classificação etária de dezoito anos, o porteiro pediu para ver a sua carteira de identidade, e ela não havia pensado que seria necessário levá-la, então não tinha como provar sua idade. Somente com muita insistência e o cinema já lotado, conseguiu convencer o rapaz à deixá-la entrar, já que ele não acreditava que ela poderia ser a diretora. Afinal, pouquíssimas mulheres dirigiam filmes naquele período.

## Temática Social
Em Os Homens Que Eu Tive, Tereza Trautman rompeu algumas barreiras em relação à maneira em que as mulheres eram representadas nas telas do cinema. Dessa forma, a protagonista tem atitudes completamente diferentes de outras personagens retratadas em filmes da época. Um dos seus grandes diferenciais é que o filme é narrado do ponto de vista de uma mulher casada que trabalha fora e que, portanto, é independente financeiramente. Além disso, demonstra interesse sexual sem ares fetichistas, apenas para seu próprio prazer. Essa representação ia de encontro com os padrões familiares normativos na década de 1970 no Brasil, perturbando parte da burguesia militar, extremamente religiosa, que resultou na censura do longa-metragem.
Outro ponto abordado que parecia à frente do seu tempo foi a questão da maternidade. Há uma cena, montada para que o assunto seja tratado com naturalidade, em que Pity não revela quem é o pai da criança, fazendo com que dois homens disputem a paternidade. Um cenário improvável para o momento em que vivia.

## Elenco
Inicialmente, a protagonista seria interpretada por Leila Diniz, que na época era uma das principais imagens da mulher liberal moderna. Ela já havia sido contratada e estava em processo de reconhecimento do roteiro, até já havia participado de alguns ensaios. Porém, morreu num acidente aéreo em 1972, quando voltava de uma viagem à Austrália. A diretora, Tereza Trautman, ficou muito abalada com a tragédia e decidiu reescrever alguns trechos do roteiro, pois não conseguia imaginar aquelas cenas interpretadas por outra pessoa. Após muitos testes de elenco com várias atrizes, encontrou Darlene Glória para interpretar Pity, retomando ensaios e filmagens.
| Personagem | Atriz/Ator         |
| ---------- | ------------------ |
| Pity       | Darlene Glória     |
| Peter      | Arduíno Colassanti |
| Dode       | Gracindo Júnior    |
| Sílvio     | Gabriel Archanjo   |
| Bia        | Ittala Nandi       |
| Torres     | Milton Moraes      |
| Tânia      | Annik Malvil       |
| Vitor      | Roberto Bonfim     |
| Melanie    | Patrícia Andréa    |
| Produtor   | C. Adolpho Chadler |